# Kuma og Panda
Kuma er en fiktiv japansk bjørn fra videospil-serien, Tekken. En hun Panda (パンダ) blev introduceret i Tekken 3

## Historie
Tekken 1:

Kuma er Heihachi Mishimas kæledyr, opdrættet til at dræbe Paul Phoenix. Kuma er dog ikke succesfuld i dette.
Tekken 2:

Kuma forsøger endnu engang at sætte en stopper for Paul Phoenix, denne gang efter intens træning under Heihachi, men igen mislykkes Kuma. 

## Kuma Jr.
Kuma Jr. er Kumas søn.

## Historie
Tekken 3: 

19 år senere har Kuma droppet at stoppe Paul Phoenix, da han forelsker sig i Panda. Panda er dog ikke interesseret. 
Tekken 4:

Kuma er igen opsat på at stoppe Paul Phoenix, og ser muligheden da den hører om The King of Iron Fist Tournament 4. 
| Spilfigurer | Spire Denne spilfigur-relaterede artikel er en spire som bør udbygges. Du er velkommen til at hjælpe Wikipedia ved at udvide den. |